# Шерингем
Шерингем (англ. Sheringham) — город на северо-западном побережье графства Норфолк, в Англии. Население 7143 человека (2001).

## История
Шерингем состоял из двух населенных пунктов — Верхнего Шерингема (Upper Sheringham), занимавшегося фермерством; и Нижнего Шерингема (Lower Sheringham), занимавшегося фермерством и рыболовством. Город стал развиваться с конца XIX-начала XX вв., когда была проложена железная дорога, что сделало возможным транспортировку и продажу больших объёмов выловленной рыбы. С 1900 года в Шерингеме, как и на всем северном побережье графства Норфолк, рыболовство постепенно вытеснилось промыслом крабов, лобстеров и брюхоногих моллюсков. Ловля крабов и лобстеров сделала местных рыбаков основными поставщиками данных продуктов на лондонские рыбные рынки. Ловля трески и сельди к середине XX в. утратила былое значение, как и ловля брюхоногих моллюсков. Сегодня из 200 лодок, работающих в море, 8 являются одноместными (и управляются одним лицом).
В настоящее время центром Шерингема является бывший Нижний Шерингем с его рыбацкими станциями, называемый сегодня Верхним Шерингемом. В городе есть железнодорожное сообщение, которое было проложено вместе с Большой Северной железной дорогой в конце XIX в. Большинство зданий и магазинов Шерингема сохранились с тех пор на улицах города (были построены одновременно с железной дорогой). Есть несколько нестандартных зданий в центре Шерингема, выстроенных из кремня, значительно отличающихся от традиционной архитектуры Норфолка.

## Город сегодня
Шерингем сегодня[когда?] — это процветающий городок с обилием частных магазинов и лавок, со знаменитым рынком, привлекающим большое число посетителей, даже вне сезона отпусков. Рынок расположен вблизи от железнодорожной станции. В городе также хорошо представлена продажа антиквариата, старинных ценностей, рыболовных принадлежностей и приманок, ремесленных изделий. Малый театр Шерингема (Sheringham Little Theatre) имеет разнообразный репертуар, включая популярную пантомиму, играемую в канун Рождества местными артистами. В городе есть большое количество продовольственных магазинов, несколько превосходных пабов, ресторанов и гостиниц. Крупная сеть супермаркетов Tesco сделала несколько попыток открыть свой гипермаркет на окраине Шерингема, однако все они были отклонены Окружным Советом города.

## Музей Шерингема
Музей расположен в перестроенном рыбацком домике в самом центре Шерингема. В музее имеется коллекция оригинальных лодок, построенных местными рыбаками, начиная с 1880-х гг. Шерингем всегда славился своими лодочными мастерами. Искусные мастера строили лодки для Шерингема, Кромера (Cromer) и других городов, расположенных вдали от местных берегов. В музее также представлены коллекции спасательных шлюпок, сделанных по оригинальной методике, слоновые кости, обнаруженные на западе Шерингема, в толще скальных пород. Данная находка особенно ценна, поскольку по оценкам экспертов костям около 1,5 миллионов лет, и никто не ожидал обнаружить их здесь, на севере Англии. Гигантские мамонты бродили по побережью Норфолка в те времена, когда климат здесь был совсем иной — почти тропический. Другая экспозиция музея посвящена роли Шерингема в мировых войнах. 19 января 1915 года Шерингем стал первым местом в Великобритании, подвергшимся бомбардировке (бомбы были сброшены на город с дирижабля). История данного события и остатки бомбы представлены на экспозиции музея. Во время Второй Мировой войны Шерингем находился на линии фронта. Экспозиция, названная «Неудачи мира и войны», представлена обломками самолетов, военных кораблей, найденными на северном побережье Норфолка. Другая экспозиция позволяет вам окунуться в мир фармации XIX века, где представлены необычные вещи: мочевой пузырь свиньи, используемый рыбаками в качестве спасательного круга, сачок для ловли насекомых времен королевы Виктории и т. д. Посетителям также расскажут о добыче кремниевых пород на берегах Шерингема (в настоящее время этот промысел не используется).

## Римская католическая церковь Св. Иосифа
Церковь Святого Иосифа (Сент-Джозеф) является одной из архитектурных достопримечательностей города. Она была спроектирована архитектором сэром Джайлсом Гилбертом Скоттом. Работа по строительству церкви началась в 1902 году, и к 1908 году была сдана первая очередь (здание часовни) [5]. В 1910 году была сдана вторая очередь, которая включала сам храм, неф церкви и крыльцо. В дальнейшем церковь расширила свой неф, и было пристроено ещё одно крыльцо. Здание было полностью достроено и освящено 25 марта 1935 года. Снаружи можно увидеть два т. н. северных здания церкви, составляющих его две трети. Они были освящены епископом Нортгемптонским Фредериком Уильямом Китингом в 1910 году. Южная часть была открыта в 1935 году. Все здания церкви выстроены из красного кирпича в готическом стиле и имеют окна, выполненные в перпендикулярном архитектурном стиле.